# Richard Becker
 Richard Becker  (nacido el 29 de enero de 1991 (34 años)) es un tenista profesional alemán. 

## Carrera
Su mejor ranking individual es el Nº 363 alcanzado el 9 de junio de 2014, mientras que en dobles logró la posición 605 el 11 de junio de 2012.
No ha logrado hasta el momento títulos de la categoría ATP ni de la ATP Challenger Tour, aunque sí ha obtenido varios títulos Futures tanto en individuales como en dobles.